# Dansk Camping Union
Dansk Camping Union (DCU) er en forening for danske campister. Foreningen blev stiftet 13. december 1926 som Lejrklubben for Danmark.

## Historie
I 1926 organiserede 26 teltliggere syd for København sig under navnet Lejrklubben for Danmark, så de bedre kunne forhandle overfor landmændene omkring priser og vilkår. I 1958 skiftede foreningen navn til Dansk Camping Union. DCU havde i 2015 over 50.000 medlemmer, og var i forhold til indbyggertallet den største campingorganisation i verden. DCU står sammen med Egskov på Fyn bag Europas første Camping Outdoor Museum, som åbnede i maj 2021.
DCU har i 2021 20 campingpladser fordelt rundt i Danmark.
- DCU-Camping København - Absalon
- DCU-Camping Aarhus - Blommehaven
- DCU-Camping Ejsing Strand
- DCU-Camping Gjerrild Strand
- DCU-Camping Hesselhus
- DCU-Camping Hornbæk
- DCU-Camping Holstebro Sø
- DCU-Camping Kollund
- DCU-Camping Kulhuse
- DCU-Camping Ebeltoft -Mols
- DCU-Camping Nærum
- DCU-Camping Rørvig Strand
- DCU-Camping Rågeleje
- DCU-Camping Tranum
- DCU-Camping Viborg Sø
- DCU-Camping Åbyskov Strand
- DCU-Camping Flyvesandet Strand
- DCU-Camping Odense
- DCU-Camping Ålbæk Strand
- DCU-Camping Rønne Strand - Galløkken